# バルバロス・オルチ

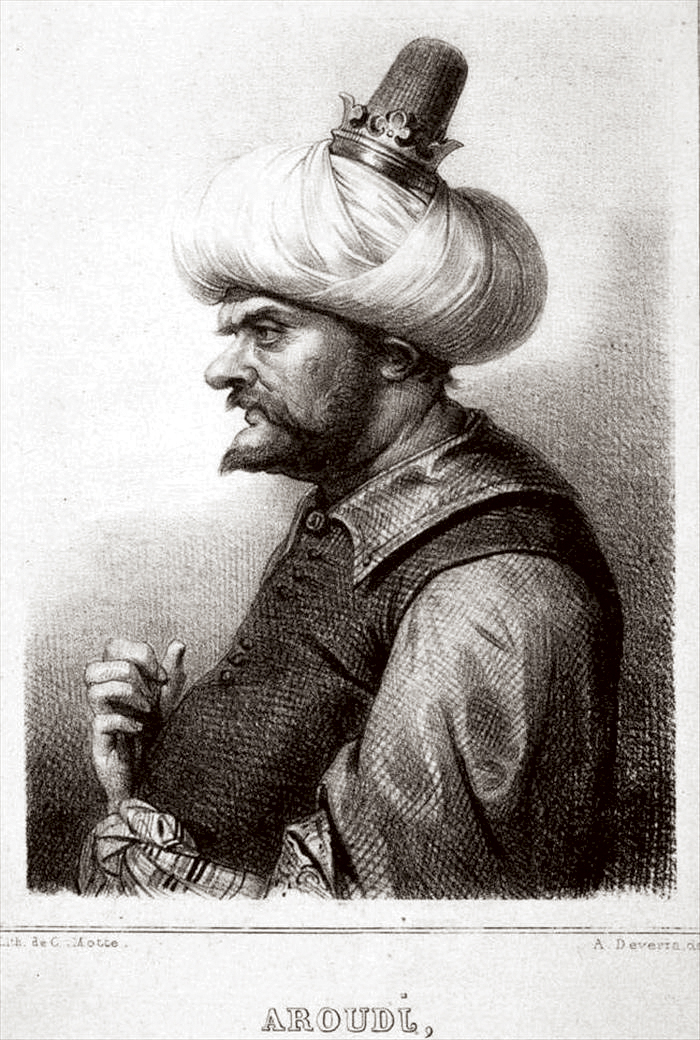
18世紀に描かれたオルチの肖像画

オルチ（あるいはウルージ）（トルコ語: Oruç Reis、アラビア語: عروج بربروس、スペイン語: Arrudye、1474年 - 1518年）は、16世紀初頭に地中海で活動したバルバリア海賊である。オスマン帝国からアルジェのベイ（軍司令官）、地中海のベイレルベイ（提督）の地位を与えられた。同じバルバリア海賊のバルバロス・ハイレッディンは彼の弟である。
ヨーロッパ人からは「バルバロッサ（Barbarossa、トルコ語ではバルバロス）」の仇名で呼ばれたが、仇名の由来は彼が赤ひげを蓄えていたことに由来するとも、部下からの呼び名である「ババ・オルチ（オルチの親父）」が訛ったものとも言われる。
オスマン帝国領のミディッリ島（現在のレスボス島）の出身であり、1518年にアルジェリアのトレムセンでスペイン人と戦い、落命した。

## 出自
オルチの出自について、史料はギリシャ人、トルコ人、あるいはアラブ人と伝えている。

## 生涯

### 若年期
1470年代にヤークープ・アーガーの子として、エーゲ海のミディッリ島でオルチは誕生した。
ヤークープはイスラームに改宗したギリシャ人、あるいはトルコ人のスィパーヒーと言われる。1462年のミディッリ島遠征に従軍したヤークープはジェノヴァと戦い、褒賞としてレスボス島のBonova村を与えられた。ヤークープはギリシア正教会の修道士の寡婦である、ミティリーニのギリシャ人女性カテリナと結婚した。彼らは4人の息子と2人の娘をもうけた。オルチにはイリヤース、イスハーク、フズール（後のハイレッディン）という3人の兄弟がいた。オルチの前半生と海賊稼業を始めた経緯については、多くの説が存在する。
オルチはアンタルヤの軍政官を務めていたオスマン帝国の皇子コルクトの支援を受け、ロドス島を本拠とする聖ヨハネ騎士団と戦った。ある時オルチは聖ヨハネ騎士団のガレー船の襲撃に失敗し、攻撃に参加した兄弟のイリヤースは戦死、彼は騎士団に捕らえられる。オスマン帝国のパシャが保釈金を支払ったためオルチは解放され、再び海に戻った。後にオルチはオスマン帝国海軍に行動を阻まれるエーゲ海から、邪魔が少ない西地中海に活動の拠点を移した。オルチはしばらくの間エジプトを支配するマムルーク朝に仕えたが、オスマン帝国とマムルーク朝の対立が深刻化すると、エジプトの西のチュニスに移動することが賢明だと考えた。

### チュニスでの活動

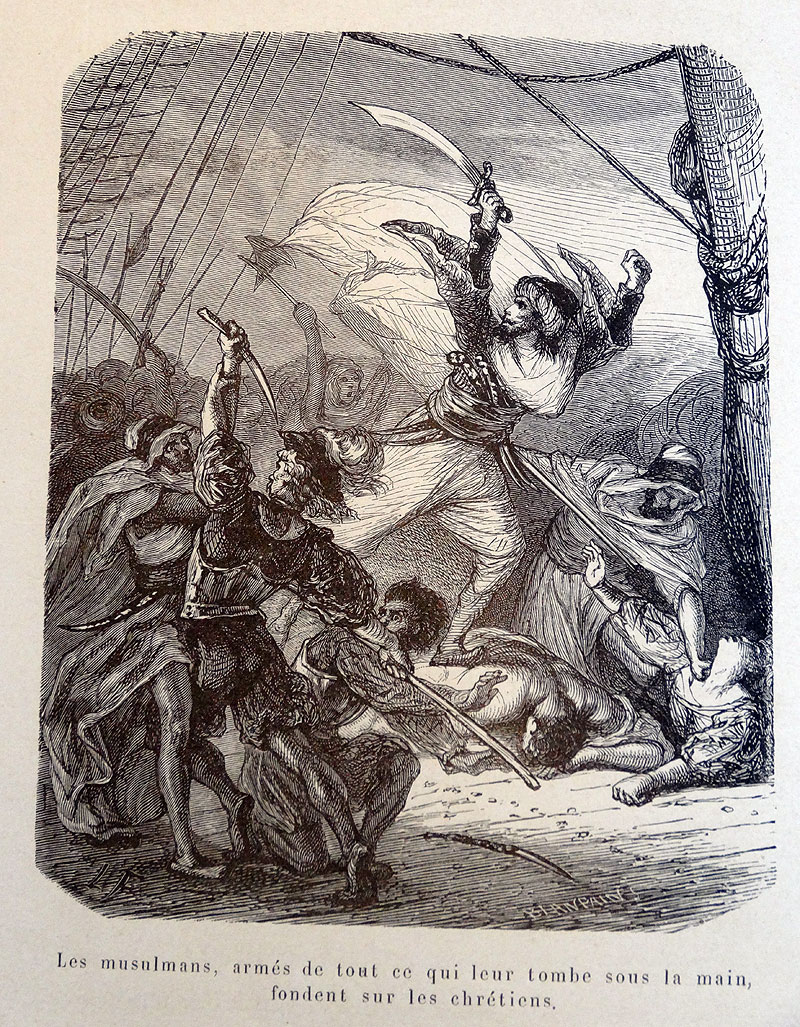
ガレー船を襲撃するオルチ

1504年ごろにオルチは2隻のガリオット船を率いてチュニスに向かい、チュニスを支配するハフス朝のスルターンと交渉し、港湾施設の利用と引き換えに戦利品の5分の1を献上する取り決めを交わした。チュニスの外港であるラ・グレットを本拠地としたオルチはガリオットでローマ教会が所有するガレーを奪い、その戦果はチュニスとヨーロッパの両方に衝撃を与えた。船舶を襲撃する一方で戦利品の木材を利用して8隻の新たな船を建造し、フズールとイスハークの2人の弟も海賊稼業に参加するようになった。また、必要な時に援助を受ける見返りとして、オスマン帝国に贈物を差し出していた。
一団はジェルバ島を拠点としてイタリアの海岸地帯を襲撃し、1512年にスペイン軍によって領地を追放されたベジャイアの領主の要請に応じて西に進軍する。この時のオルチの一団は12隻の大砲を備えたガリオット、1,000人のトルコ人海賊、加えてキリスト教からの改宗者やムーア人を擁していた。

### アルジェリアでの活動
1512年8月にオルチはベジャイア近郊に上陸、スペイン軍が籠る稜堡に砲撃を行った。しかし、攻城戦の中でオルチが銃弾によって左腕を失い、指揮官が倒れた海賊団は退却を余儀なくされる。チュニスに退却したオルチが療養している間、弟のハイレッディンがラ・グレットを守った。一方、海賊団にガリオットを奪われたジェノヴァはアンドレア・ドーリアが率いる艦隊を追討隊として派遣し、攻撃を受けたハイレッディンはチュニスに逃亡した。船の半分をジェノヴァに奪われた敗戦にオルチは憤るが、翌1513年にハフス朝のスルターンにチュニスを追われ、ジェルバに移動した。1514年に再びベジャイアを攻撃するが攻略は失敗し、ベジャイヤの東に位置するジジェルを新たな本拠地に選んだ。
ジジェルに移動した後、7年にわたってスペインの圧力を受けているアルジェから救援を依頼されると、援軍を率いたオルチは海陸からアルジェに進んだ。当初アルジェの市民はオルチを歓迎したが、海賊団の粗野な振る舞いはアルジェの名家に失望を与え、オルチは援軍を頼んだアラブ人の首長サーリムを殺害する。アルジェ市民はスペイン軍と結託して反乱を企てるが、オルチは反乱を鎮圧し、アルジェに押し寄せた7,000人からなるスペインの艦隊を撃破する。オルチはアルジェに進攻したティンニスの軍を撃破し、1517年にティンニスを占領した。ザイヤーン朝の首都トレムセンもオルチの支配下に入り、スペイン人が支配するオラン、ベジャイア、ペニョンを除き、現在のアルジェリアの大部分を支配していた。

### 最期
イタリアの商船が海賊団の襲撃を受けた報告を受けたスペイン王カルロス1世は、討伐のために10,000の軍を派遣する。1,500人の海賊とともにトレムセンにいたオルチは部下とともにアルジェに退却する途上、乱戦の中で落命する。
オルチを慕う部下の海賊や奴婢は、彼の死を嘆き悲しんだ。彼の死によって海賊団は瓦解するかと思われたが、跡を継いだ弟のハイレッディンはオスマン帝国に臣従を誓って援助を受け、スペインへの反撃を開始した。そして、海賊団とともに「バルバロス」の仇名がハイレッディンに継承された。

## 人物像
オルチは身長はあまり高くなかったが頑強な体つきの人物で、赤色の髪と髭を生やしていたと伝えられている。
無益な殺傷を好まない性格の人物であり、反抗する相手以外には戦場での残虐さを表さなかった。オルチが亡くなった時、子はいなかった。